# Relations entre l'Éthiopie et la Suède
Les relations entre l'Éthiopie et la Suède sont des relations étrangères entre l'Éthiopie et la Suède.

## Aide
Par l'intermédiaire de l'Agence suédoise de coopération internationale au développement, la Clinique pédiatrique éthio-suédoise (ESPC) a été créée en 1958 à l'Université Haile Selassie I avec les Suédois Edgar Mannheimer et Yngve AA Larsson comme premiers directeurs. Dans les années 1960, le centre de santé maternelle et infantile de Lideta (ou clinique Lideta MCH ) a été créé grâce au financement de la branche suédoise de Save the Children par le pédiatre Dr Ulla Larsson.
Depuis 2011, la Suède fournit environ 145 millions de couronnes (21 millions de dollars) d'aide à l'Éthiopie par an, en mettant l'accent sur des mesures de soutien à la démocratie et aux droits de l'homme. L'Éthiopie a également reçu une partie d'environ 800 millions de couronnes d'aide humanitaire en 2011 à la suite de la sécheresse dans la Corne de l'Afrique.

## 2006: Diplomate suédois
En 2006 a eu lieu l'expulsion de deux fonctionnaires de l'UE, le suédois M. Bjorn Jonsson et l'italien Enrico Sborgi (département de la bonne gouvernance de l'UE) d'Éthiopie. L'UE a arrêté les fonds de soutien en guise de protestation, ce qui a aidé à libérer les membres de l'opposition de la prison .

## 2011: Journalistes suédois
Un juge éthiopien a condamné deux journalistes suédois en décembre 2011 à onze ans de prison. Ils ont été accusés de crimes terroristes et d'être entrés illégalement en Éthiopie. La Suède a cherché à coopérer avec l'UE et d'autres pays pour libérer les hommes. Ils ont été graciés et libérés le 10 septembre 2012.
Amnesty International a demandé le 21 décembre 2011 la libération immédiate et sans condition de deux journalistes suédois condamnés par un tribunal éthiopien malgré leur travail journalistique légitime. Selon Amnesty Ethiopien tente de faire taire les critiques. La liberté de la presse est restreinte.
Selon la Fédération internationale des journalistes (FIJ) « Il s'agit clairement d'une condamnation injuste et injuste qui ajoute à l'anxiété de nos confrères et de leurs familles. L'Union suédoise des journalistes va travailler en étroite collaboration avec les familles des journalistes et exige que le gouvernement suédois veille à ce que cette injustice soit réparée et que nos collègues puissent retourner auprès de leurs familles et collègues" .
Reporters sans frontières s'est indignée qu'un tribunal d'Addis-Abeba ait reconnu les journalistes suédois Johan Persson et Martin Schibbye coupables de soutien au terrorisme. RWB a exprimé sa désapprobation quant à la manière dont le système judiciaire éthiopien traitait l'affaire et a mis en garde contre le danger de graves répercussions diplomatiques des peines de prison. "Chaque rencontre entre des responsables éthiopiens et leurs homologues européens ou occidentaux sera désormais affectée par cette affaire." 